# Thesium macedonicum
Thesium macedonicum là một loài thực vật có hoa trong họ Santalaceae. Loài này được Hendrych miêu tả khoa học đầu tiên năm 1964.